# Таско Стоилков
Таско Стоичков (Стойчев) Стоилков, известен и като Таско Кочерински, е български революционер и политик, деец на Вътрешната македоно-одринска революционна организация, народен представител в XXI, XXII, XXIV и XXV народно събрание.

## Биография
Стоилков е роден в село Кочериново (сега град) на 5 ноември 1878 година. Завършва основно образование в родното си село. Влиза във ВМОРО и става четник на Яне Сандански.
След Илинденско-Преображенското въстание оглавява пункта на ВМОРО в Дупница. След възстановяването на ВМОРО в 1910 година Стоилков става войвода на чета. При избухването на Балканската война в 1912 година четата на Стоилков участва в освобождението на Разлога. В Междусъюзническата война Таско Стоилков е доброволец в 4-та Битолска дружина на Македоно-одринското опълчение. Ранен е на 9 юли и е отличен с орден „За храброст“ IV степен. През Първата световна война Стоилков е началник на разузнавателно отделение на Македонския фронт.
След войната Стоилков участва във възстановяването на ВМРО. В 1923 година е избран за народен представител в XXI обикновено народно събрание, през
1927 година – в XXII ОНС, през 1938 г. – в XXIV ОНС и през 1940 в XXV ОНС.
По настояване на Таско Стоилков, Димитър Икономов и Сотир Янев през януари 1941 година е създаден Дупнишкият областен съд, като с това се преодолява многогодишното неудобство на хората от района да пътуват по съдебни дела до Кюстендил.
През март 1943 година Таско Стоилков е един от 43-мата народни представители, подписали инициираното от Димитър Пешев протестно писмо против депортацията на българските евреи.
По въпроса за убийството на Тодор Паница във Виена Иван Михайлов не дава никакви подробности, единствено отбелязва, че за пред съда във Виена са били подготвени да дадат показания неврокопския турчин Шех Сали ефенди и бившите санданисти Гогата Полски, Таско Стоилков и Георги Поцков. От написаното не става ясно дали тези подготвени свидетели са били във Виена или не. „Уместно е да споменем кои бяха лицата, готови да свидетелствуват срещу Паница, които Виенският съд не допусна.“ 
След Деветосептемврийския преврат в 1944 година Стоилков е съден от тъй наречения Народния съд. Лежи в затвора и е интерниран.
Женен е за Юрдана Ингилизова, сестра на Павел Ингилизов и дъщеря на убития от сърбите в 1915 година Гаврил Ингилизов от Пехчево.